# Rathaus Charlottenburg
Het Rathaus Charlottenburg is het stadhuis van de voormalige zelfstandige stad Charlottenburg, die sinds 1920 deel is van de Duitse hoofdstad Berlijn. Het stadhuis verrees tussen 1899 en 1905 naar een ontwerp van de architecten Heinrich Reinhardt en Georg Süßenguth. Het gebouw met zijn opvallende 89 meter hoge toren staat aan de Otto-Suhr-Allee.